# Válaszutak
A Válaszutak (eredeti cím: Amor dividido) 2022-es mexikói telenovella, amit Juan Carlos Alcalá alkotott. A főbb szerepekben Eva Cedeño, Gabriel Soto, Irina Baeva, Andrés Palacios és Arturo Peniche láthatóak
Mexikóban 2022. január 17-e és június 12-e között mutatta be a Las Estrellas. Magyarországon a TV2 mutatta be 2022. szeptember  26-a és 2023. március 3-a között.

## Cselekmény
Abril és Max két olyan ember, akikben semmi közös nincs. Abril számára a család a legfontosabb, míg Max számára a vállalati világban való érvényesülés. Szeret a földeken dolgozni és a szülővárosában élni. Annak ellenére, hogy félig mexikói, teljesen elfelejtette a gyökereit, és boldogan él egy első világbeli országban. Különböző okok miatt mindketten kénytelenek Mexikóvárosban élni, és életük gyökeresen megváltozik, mígnem a társuk elhagyása okozta magány és csalódás közepette egyesülnek. Debra, Max felesége úgy dönt, hogy elrejti a terhességet és abortuszhoz folyamodik, anélkül, hogy konzultálna férjével, aki mindig is erősen vágyott arra, hogy apa legyen. Ez megtöri a házasságukat, és azzal együtt, hogy Debra nem hajlandó alkalmazkodni ahhoz az országhoz, ahonnan a szülei évekkel ezelőtt kivándoroltak, váláshoz vezet. Bruno, Abril férje elhagyja őt, mert az az álma, hogy az Egyesült Államokban éljen, követve sógornője, Julia példáját, aki egy évvel ezelőtt ugyanezen okokból döntött úgy, hogy átlépi a határt, két gyermekét, Lucerót és Panchót Abrilra, a nővérére és főleg Cielóra, az édesanyjukra hagyva.

## Szereplők
| Színész            | Szereplő                  | Magyar hang            |
| ------------------ | ------------------------- | ---------------------- |
| Eva Cedeño         | Abril Moreno Sánchez      | Simonyi Réka           |
| Gabriel Soto       | Max Stewart Doar          | Moser Károly           |
| Arturo Peniche     | Alejo Núñez Spindola      | Kőszegi Ákos           |
| Irina Baeva        | Debra Puig Alatriste      | Nemes Takách Kata      |
| Andrés Palacios    | Bruno García Solís        | Crespo Rodrigo         |
| José Elías Moreno  | Domingo Moreno            | Rosta Sándor           |
| Gabriela Rivero    | Rosaura Sánchez Robles    | Dudás Eszter           |
| Eugenia Cauduro    | Cielo Sánchez Robles      | Szórádi Erika          |
| Elsa Ortiz         | Julia Moreno Sánchez      | Orosz Anna             |
| Pedro Moreno       | Amaury Ramírez Nieto      | Kisfalusi Lehel        |
| Jessica Mas        | Minerva Ortiz             | Zsigmond Tamara        |
| Ramiro Fumazoni    | Fabricio Zepeda           | Kárpáti Levente        |
| Lisardo            | Lorezno Iñíguez           | Barabás Kiss Zoltán    |
| Marco Méndez       | Valente Tovar             | Gubányi György István  |
| Pedro Sicard       | Phillipe Charpentier      | Seder Gábor            |
| Julio Mannino      | Benicio Quintana          | Holl Nándor            |
| Lambda García      | Danilo Medina Sánchez     | Markovics Tamás        |
| Federico Ayos      | Gabriel Núñez             | Karácsonyi Zoltán      |
| Laura Vignatti     | Joana Foglia              | Roatis Andrea          |
| Alfredo Gatica     | José Licona               | Horváth-Töreki Gergely |
| Pablo Valentín     | Antonio Picasso           | Czvetkó Sándor         |
| Fabián Robles      | Kevin Hernández           | Király Attila          |
| Fernando Robles    | Miguel Fuentes            | Melis Gábor            |
| Roberto Tello      | Mike Roa                  | Kapácsy Miklós         |
| Pato de la Garza   | Francisco "Pancho" Tovar  | Kerekes Máté           |
| Iker García        | Hugo García               | Holló-Zsadányi Norman  |
| Paulina Ruíz       | Lucero Tovar              | Pekár Adrienn          |
| Sergio Madrigal    | Renán de la Riva          | Bergendi Áron          |
| Iván Ochoa         | Pipe                      | Penke Bence            |
| Jorge Gallegos     | Osmar Gómez               | Dózsa Zoltán           |
| Ricardo Franco     | Ramiro Salcedo            | Szabó Andor            |
| Ligia Uriarte      | Sonia Escobar             | Mezei Kitty            |
| Mar Bonelli        | Xiomara Sosa              | Kereki Anna            |
| Abril Schreiber    | Mariana                   | Incze Sára             |
| Luis Xavier        | Silvio                    | Bácskai János          |
| Francisco Avendaño | Ismael Puig               | Csuha Lajos            |
| Mara Cuevas        | Enedina Alatriste de Puig | Bertalan Ágnes         |
| Ricardo Vera       | Pedro Zepeda              | Németh Gábor           |
| Jorge Ortín        | Sinesio Ramos             | Faragó András          |
| Alejandro Peniche  | Jerónimo                  | Pataki Ferenc          |
| Carlo Guerra       | Jorge Gallardo            | Láng Balázs            |
| Fermín Zúñiga      | Fermín Zamora             | Bartók László          |
| Andrea Guerrero    | Esther                    | Rigler Renáta          |
| Jessy Santacreu    | Fabiola                   | Györfi Laura           |
| Rocío Leal         | Norma Quiñonez            | Vámos Mónika           |
| Haydeé Navarra     | Sofía                     | Nádorfi Krisztina      |

### Magyar változat
- Magyar szöveg: Seres Bernadett
- Hangmérnök: Sinka Dávid és Faragó Imre
- Vágó: Faragó Imre
- Gyártásvezető: Lajtai Erzsébet
- Szinkronrendező: Gazdik Katalin
- Szinkronstúdió: Masterfilm Digital
- Megrendelő: TV2 Csoport

## Évados áttekintés
| Évad | Évad | Epizód | Eredeti sugárzás | Eredeti sugárzás | Eredeti adó | Magyar sugárzás      | Magyar sugárzás  | Magyar adó |
| Évad | Évad | Epizód | Évadpremier      | Évadfinálé       | Eredeti adó | Évadpremier          | Évadfinálé       | Magyar adó |
| ---- | ---- | ------ | ---------------- | ---------------- | ----------- | -------------------- | ---------------- | ---------- |
|      | 1    | 107    | 2022. január 17. | 2022. június 12. |             | 2022. szeptember 26. | 2023. március 3. | TV2        |

## A sorozat készítése
A telenovellát 2020. október 15-én jelentették be a Televisa Visión21 upfrontján Allá te espero munkacímmel. A forgatás 2021. október 4-én kezdődött és 2022 márciusában ért véget. A forgatás Mexikóvárosban, Zacatlánban és a texasi San Antonióban zajlott. A telenovella hivatalos címét 2021. november 8-án jelentették be.